# Gamescom

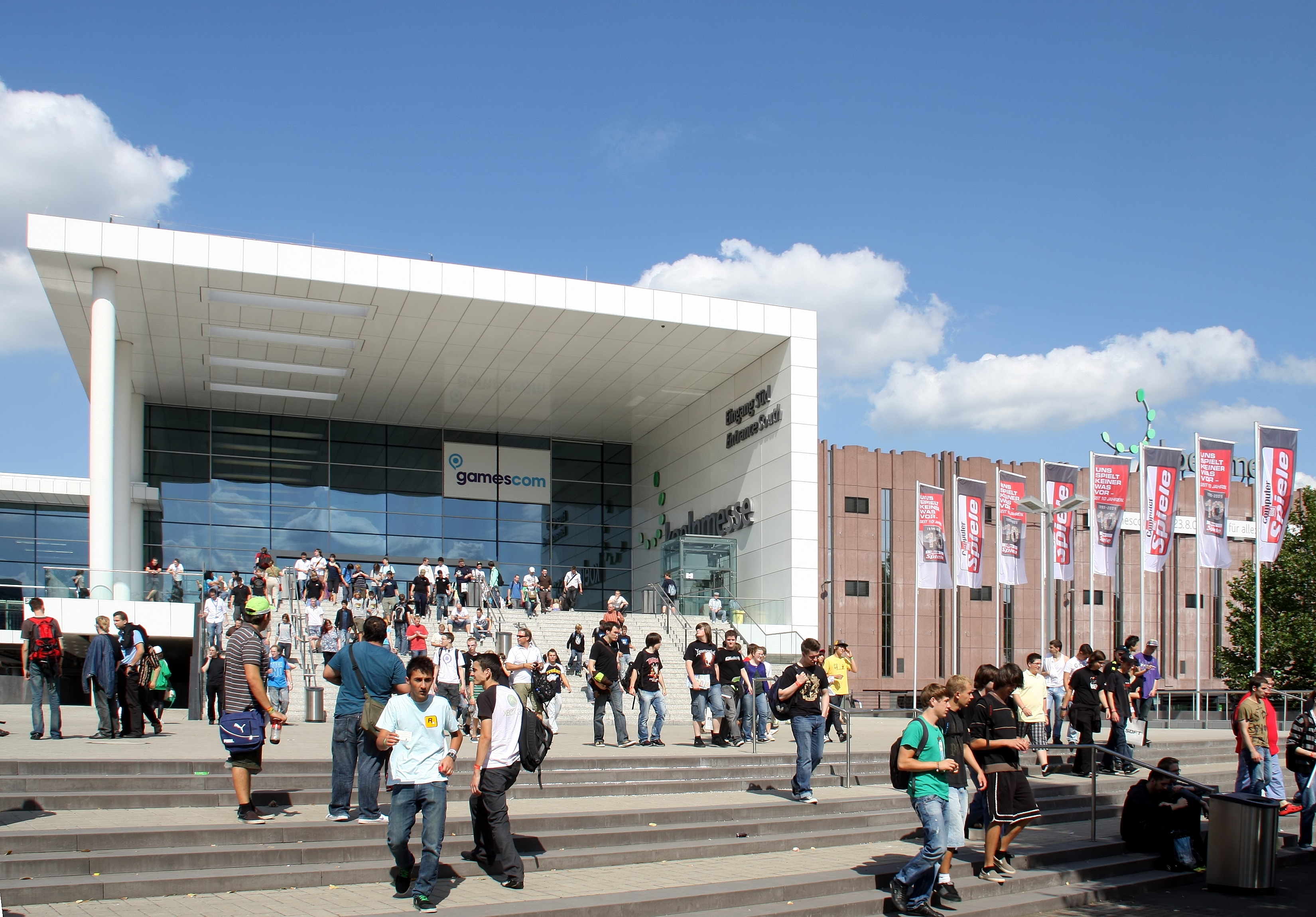
Entrada sur de la koelnmesse durante el Gamescom de 2009.

La Gamescom (estilizada como gamescom) es la feria de electrónica de consumo interactiva más importante de Europa, en especial de videojuegos. Se celebra desde el año 2009 en el centro de convenciones Koelnmesse en Colonia, Alemania.
La feria nació a partir de la iniciativa del Bundesverband Interaktive Unterhaltungssoftware (BIU), la Organización Nacional de Software de Ocio Interactivo de Alemania. Hasta 2008 la BIU se había encargado de colaborar en la organización de la Games Convention en Leipzig, hasta que se decidió el traslado a Colonia.
Numerosos expositores de todo el mundo presentan en esta feria sus novedades de software y hardware de ocio. La feria cuenta con una sección abierta al público en general y una sección exclusiva para los profesionales del sector (entre ellos, expositores, periodistas y desarrolladores), entre los que se encuentran también conferencias técnicas como la Game Developers Conference Europe.

## 2009

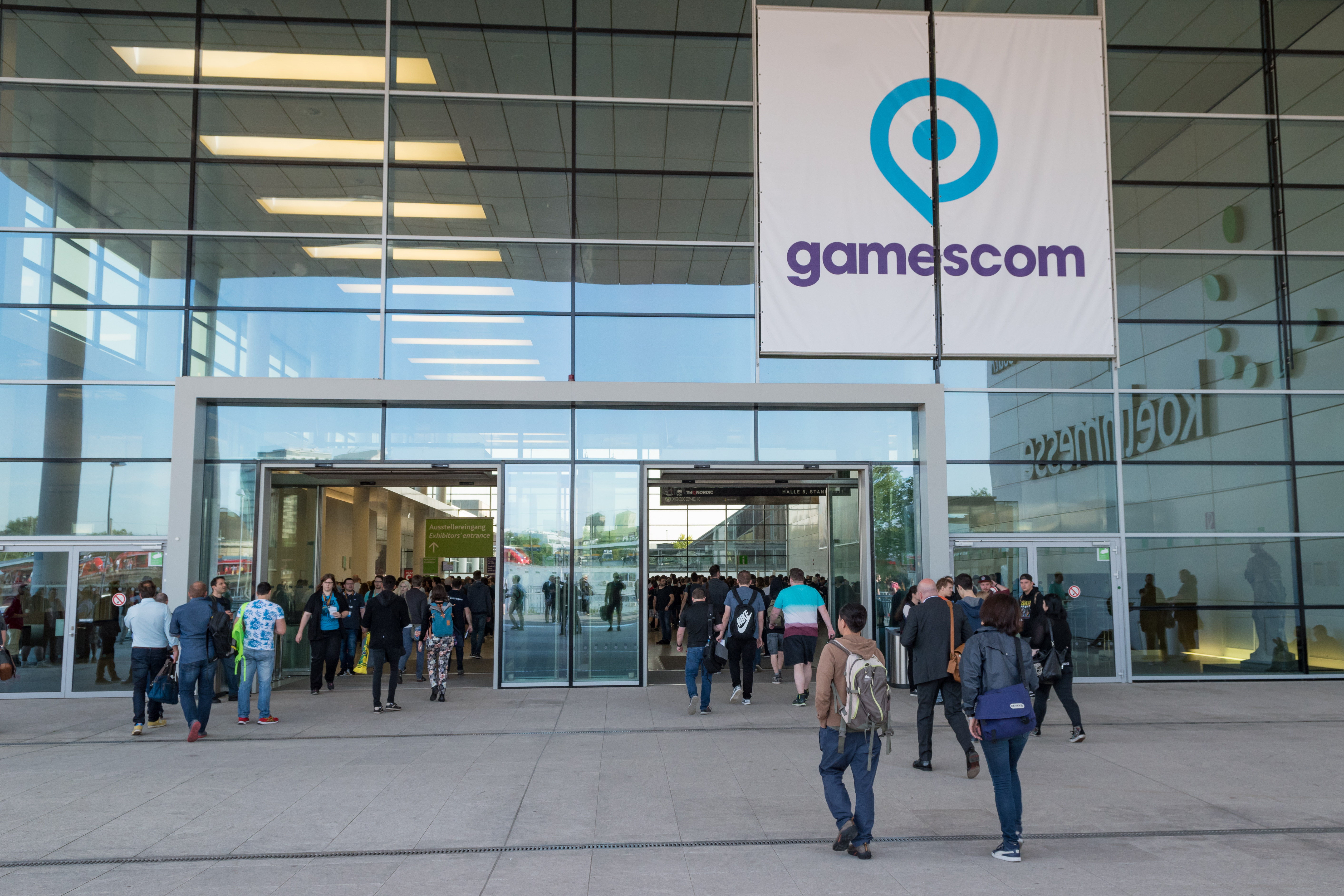
Entrada al Gamescom 2017 en Colonia.

Gamescom 2009 se celebró entre el 19 y el 23 de agosto y contó con 245.000 visitantes.

### Expositores
| Expositores de 2009 | Expositores de 2009 |
| --- | --- |
| 2K Games - Mafia II (360, PC, PS3) - BioShock 2 (360, PC, PS3) Activision - Diablo III (PC, 360, PS3) - DJ Hero (360, PS2, PS3, Wii) - Guitar Hero 5 (360, PS2, PS3, Wii) - Call of Duty: Modern Warfare 2 (360, PC, PS3) - StarCraft II: Wings of Liberty (PC) - Tony Hawk: Ride (360, PS3, Wii) Atari - Star Trek Online (PC) Capcom - Dark Void (360, PC, PS3) - Lost Planet 2 (360, PC, PS3) - Monster Hunter Tri (Wii) - Spyborgs (Wii) Electronic Arts - Battlefield: Bad Company 2 (360, PC, PS3) - Crysis 3 (360, PC, PS3) - Dante's Inferno (360, PS3, PSP) - Dragon Age: Origins (360, PC, PS3) - FIFA 10 (360, DS, PC, PS2, PS3, PSP, Wii) - Mass Effect 2 (360, PC) - Need for Speed: Shift (360, PC, PS3, PSP) - Spore Hero (Wii) - Star Wars: The Old Republic (PC) - The Sims 3: World Adventures (PC) Konami - Castlevania: Lords of Shadow (360, PC, PS3) - Metal Gear Solid: Peace Walker (PSP) - Pro Evolution Soccer 2010 (360, DS, PC, PS2, PS3, PSP, Wii) - Silent Hill: Shattered Memories (PS2, PSP, Wii) | Microsoft - Fable III (360, PC) - Forza Motorsport 3 (360) - Halo 3: ODST (360) - Kinect (360) Namco Bandai - Dragon Ball: Raging Blast (360, PS3) - Katamari Forever (PS3) - Tekken 6 (360, PS3, PSP) Sega - Aliens vs. Predator (360, PC, PS3) - Napoleon: Total War (PC) Sony - God of War III (PS3) - Gran Turismo (PSP) - Gran Turismo 5 (PS3) - Heavy Rain (PS3) - LittleBigPlanet (PSP) - MAG (PS3) - ModNation Racers (PS3, PSP) - Ratchet & Clank Future: A Crack in Time (PS3) - Uncharted 2: Among Thieves (PS3) - White Knight Chronicles (PS3) Square Enix - Final Fantasy XIII (360, PC, PS3) - Final Fantasy XIV (PC) - Kingdom Hearts 358/2 Days (DS) - Supreme Commander 2 (360, PC) Ubisoft - Assassin's Creed II (360, PC, PS3) - Avatar: The Game (360, DS, PC, PS3, PSP, Wii) - R.U.S.E. (360, PC, PS3) - Rabbids Go Home (DS, PC, Wii) - Red Steel 2 (Wii) - Tom Clancy's Splinter Cell: Conviction (360, PC) |

### Notas de prensa destacadas

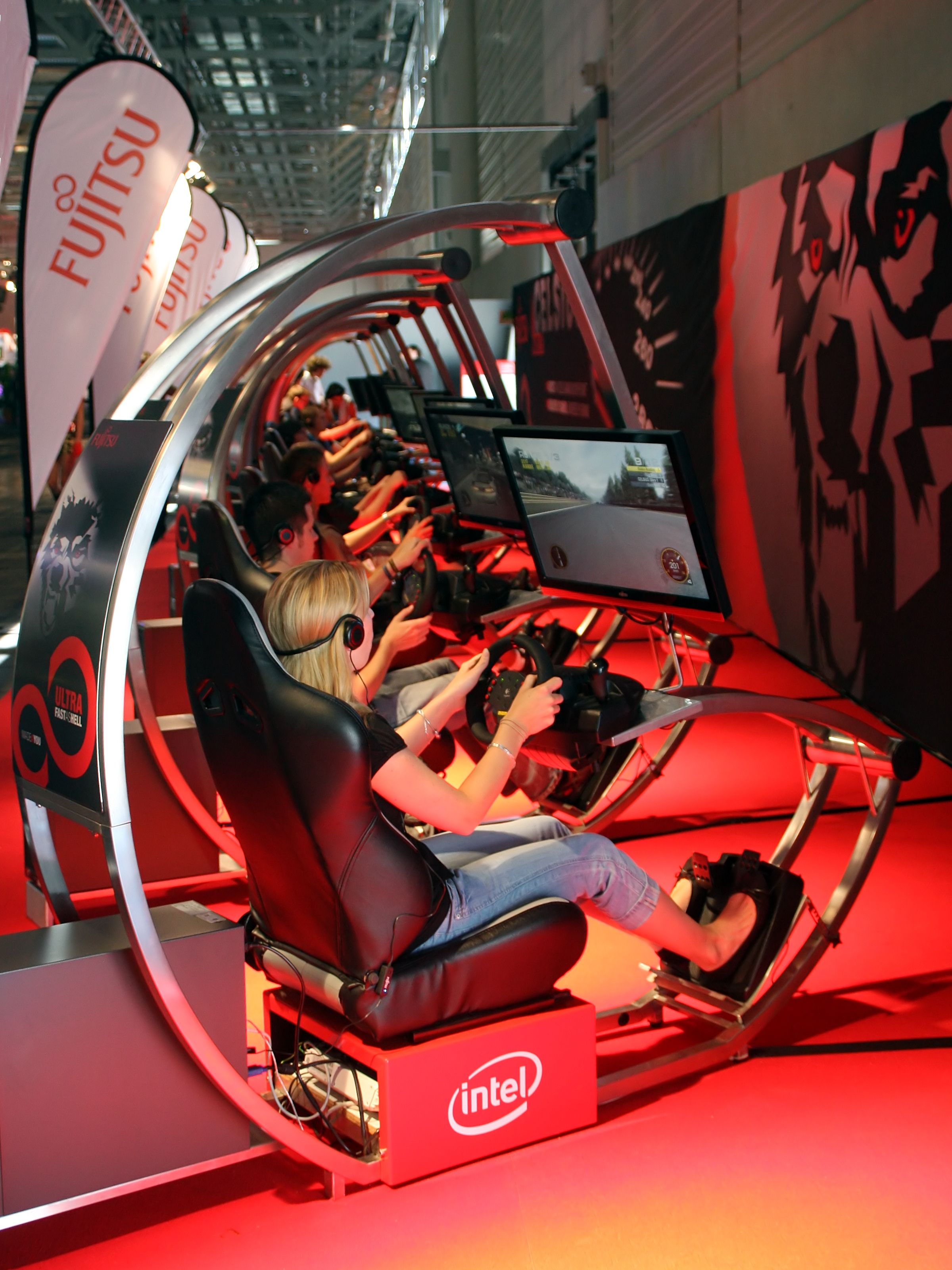
Visitors at gamescom 2009

### Cobertura mediática

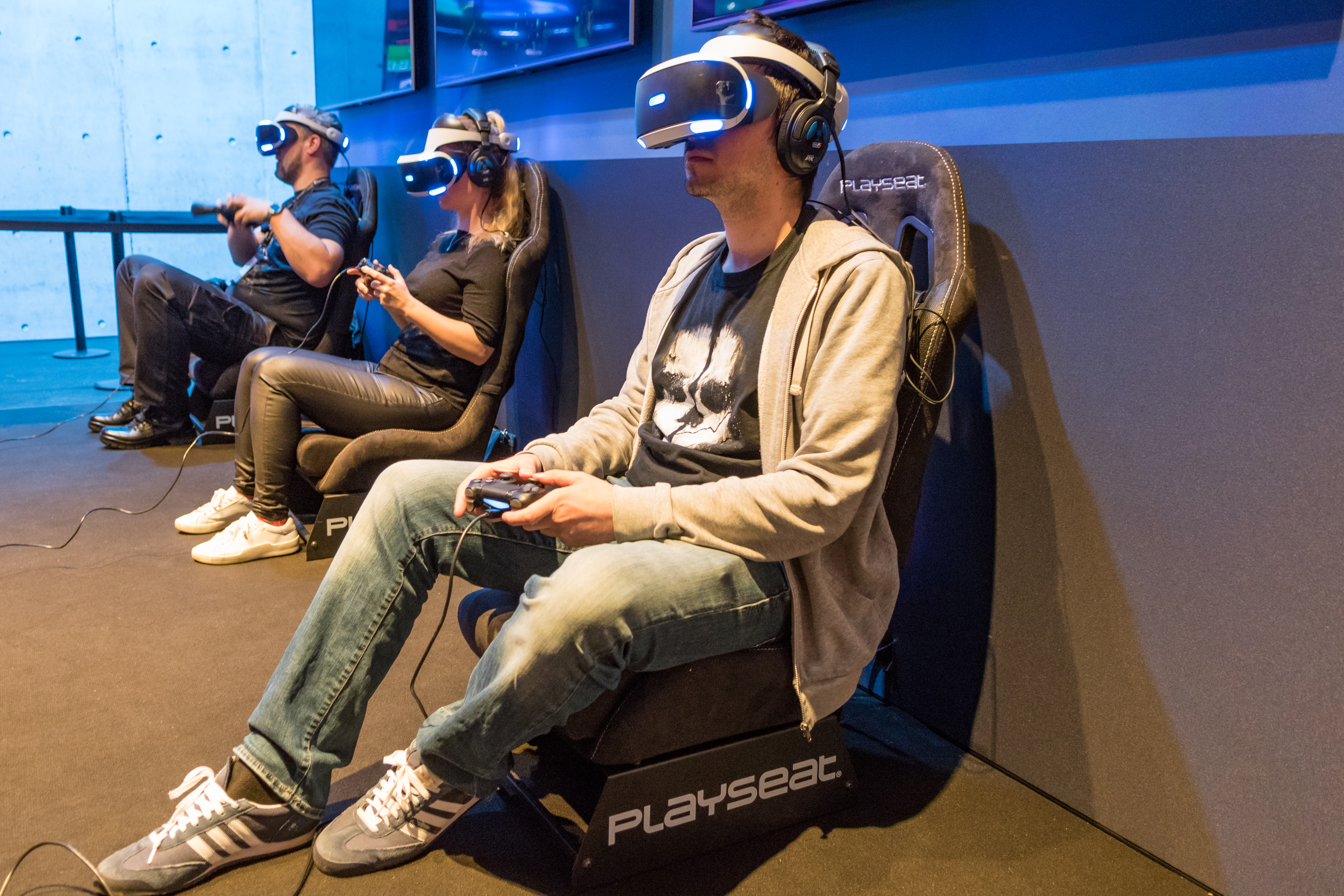
Sony Virtual Reality (VR) durante la Gamescom 2017

## 2010

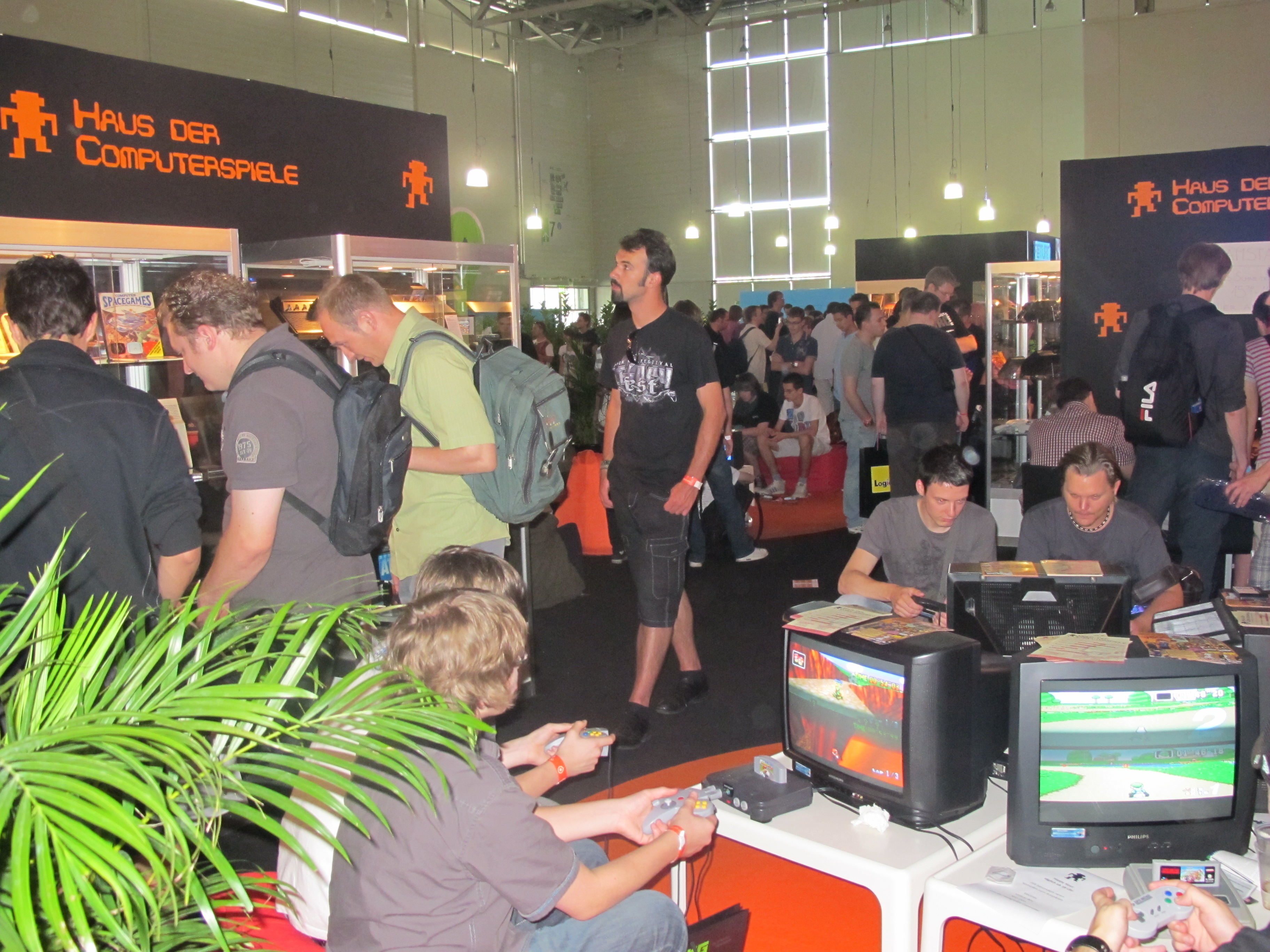
Exhibición retro en gamescom 2010

## 2011

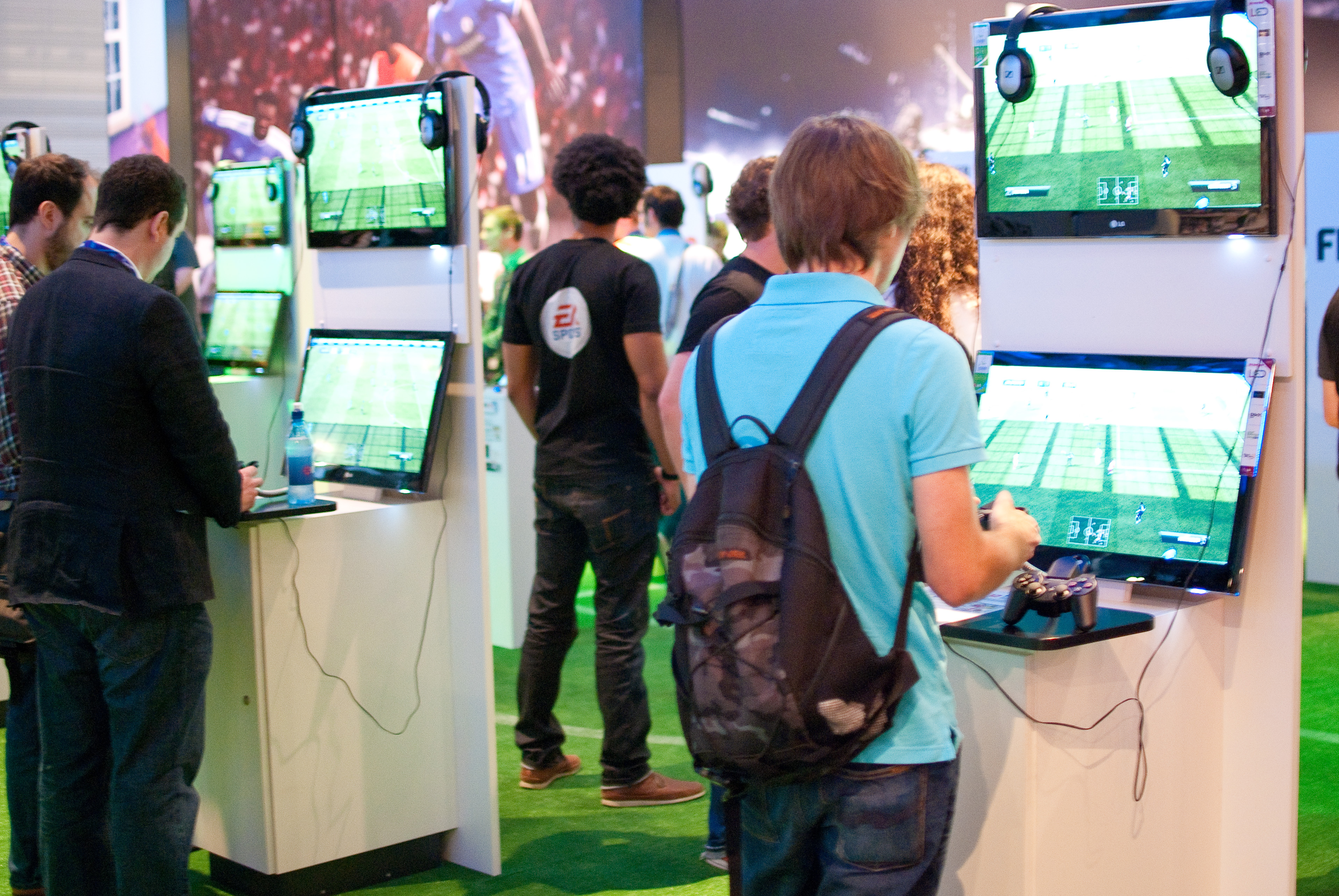
Demo de FIFA 12 en gamescom 2011.

## 2012

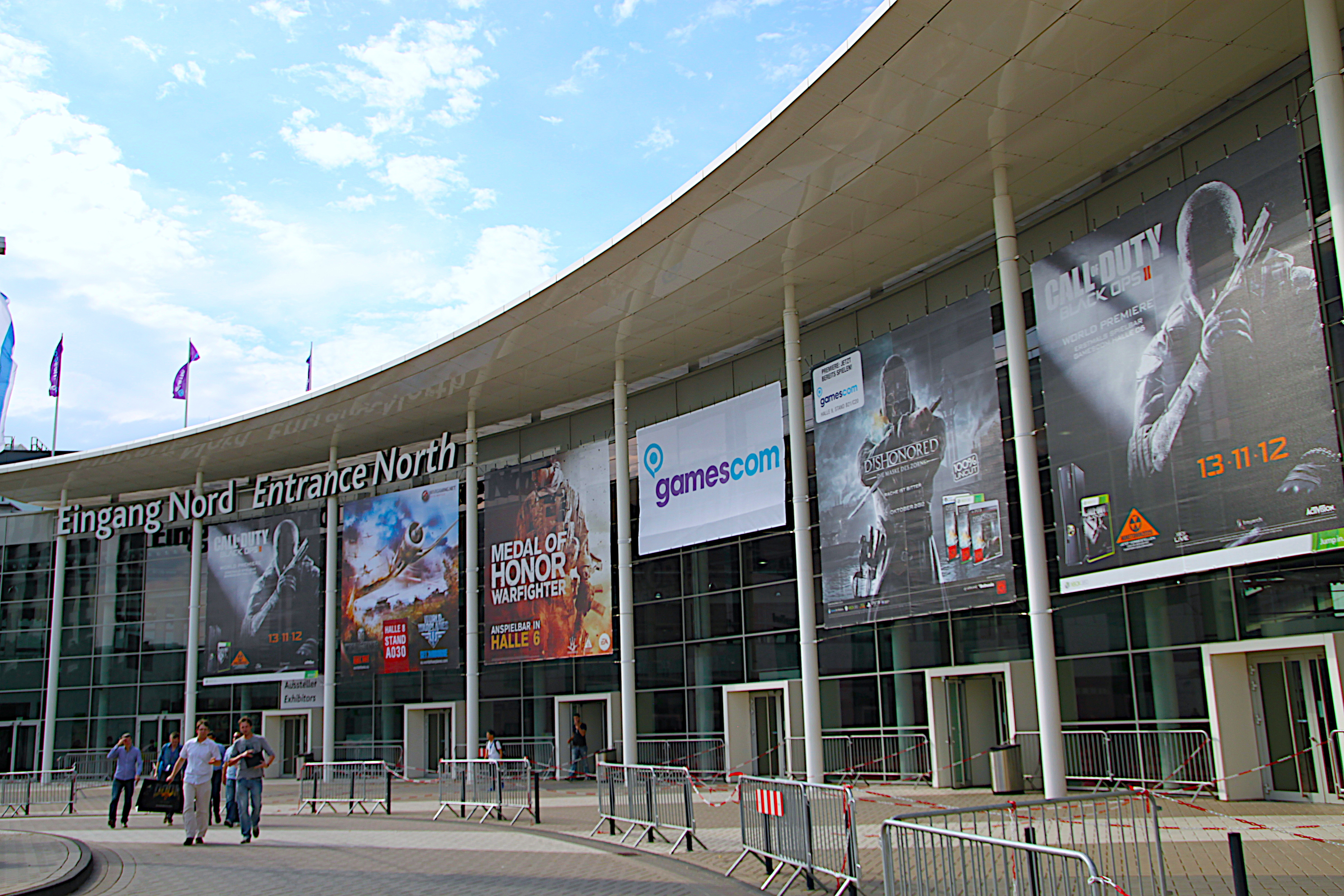
Koelnmesse Entrada norte de gamescom 2012.

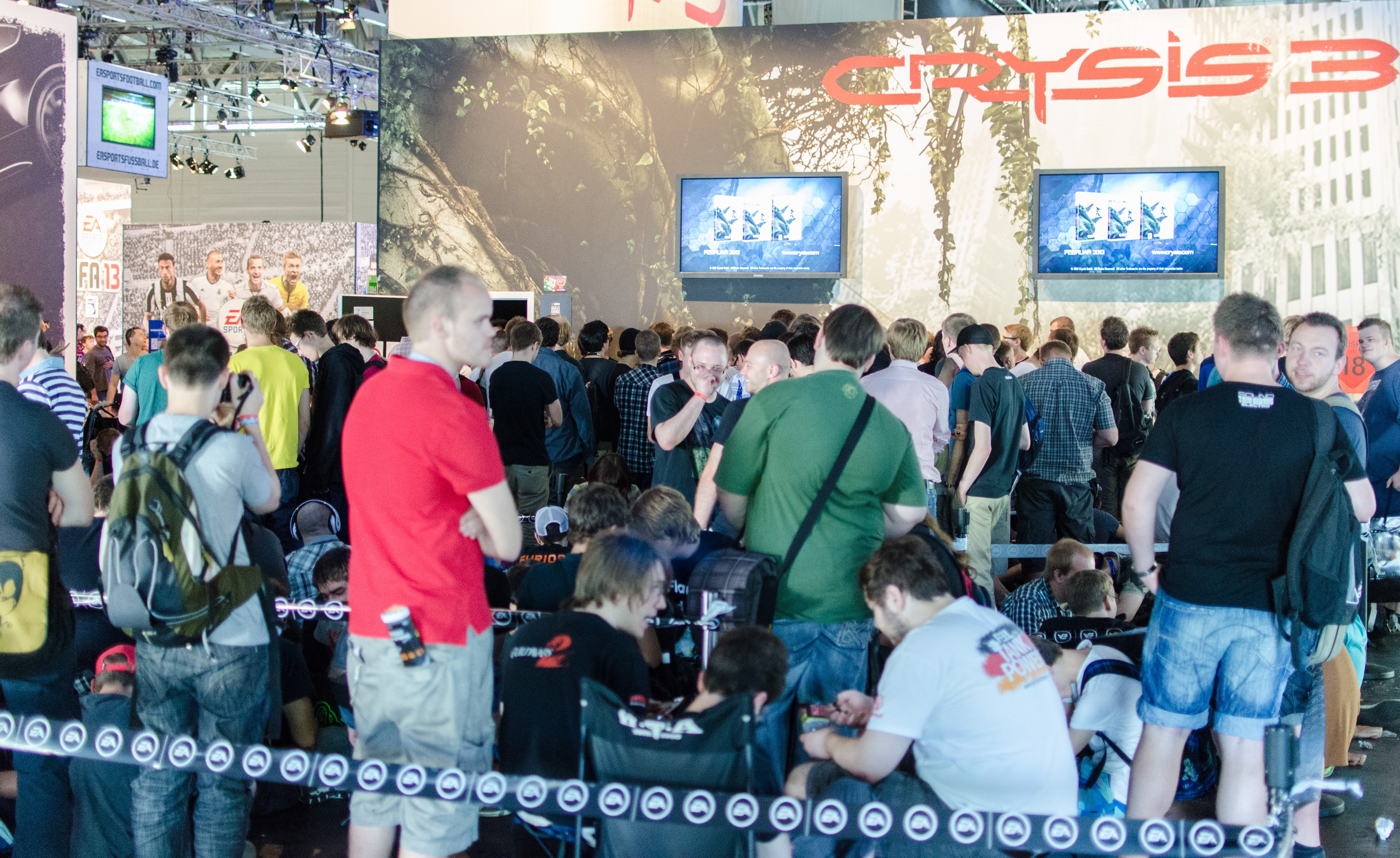
Demo de Crysis 3 en gamescom 2012.

## 2015

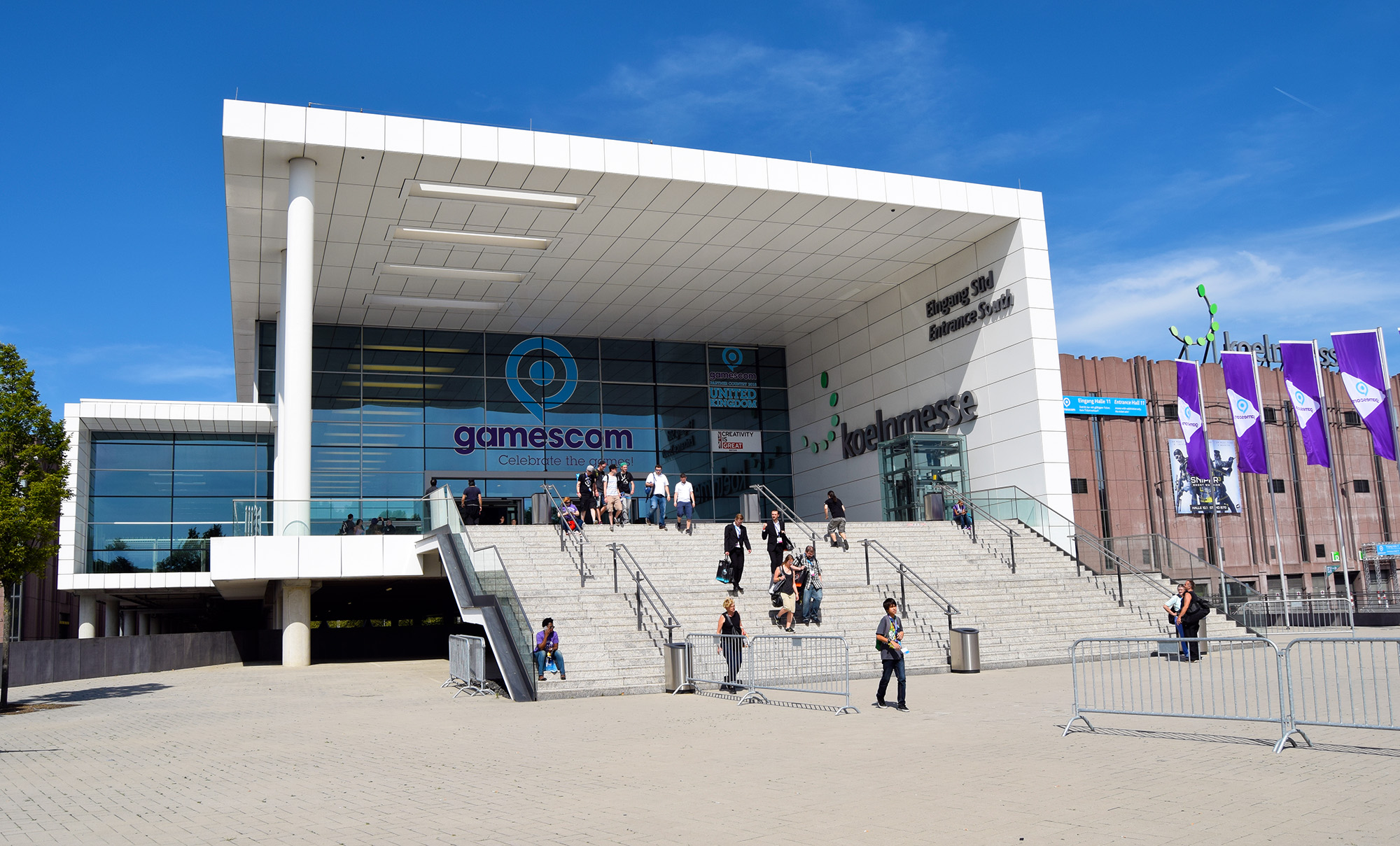
Entrada sur durante gamescom 2015.

## 2017

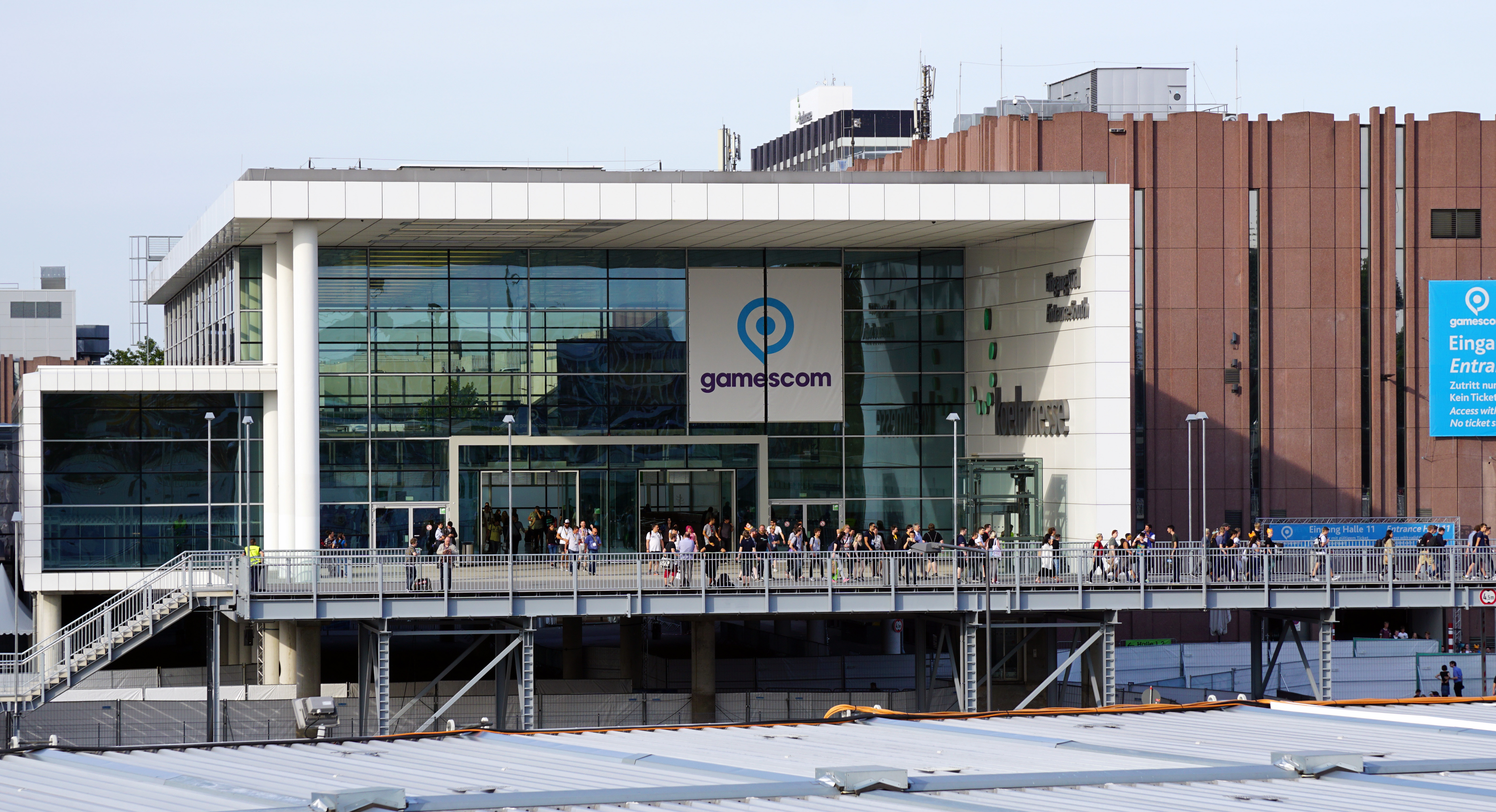
Entrada sur durante gamescom 2017.